# Tasseïeva
La Tasseïeva (en russe : Тасеева) est une rivière de Russie qui coule dans le krai de Krasnoïarsk, en Sibérie orientale. C'est l'affluent le plus abondant de l'Angara, auquel il apporte ses eaux en rive gauche. C'est donc un sous-affluent de l'Ienisseï.

## Géographie
La Tasseïeva naît de la réunion de deux importantes rivières, la Birioussa (ou Ona) et la Tchouna (ou Ouda).
Il se dirige vers l'ouest-nord-ouest sur 116 kilomètres, navigables en été. 
Dans son parcours, la Tasseïeva ne traverse pas de centres urbains importants.
En règle générale, la rivière est prise par les glaces depuis la fin du mois d'octobre jusque début mai.
Quoique la longueur de la Tasseïeva proprement dite ne soit que de 116 kilomètres, en considérant la Tchouna comme étant de fait son cours supérieur (1 203 km), on atteint une longueur totale de 1 319 kilomètres. Son bassin versant fait 128 000 km2() et son débit moyen annuel est de 771 m3/s.

## Affluents
- Son affluent principal est l'Oussolka, qui conflue en rive gauche.

## Hydrométrie - Les débits à Machakovka
La Tasseïeva est une rivière assez abondante. Son débit a été observé pendant 50 ans (sur la période allant de 1936 à 1988) à Machakovka, petite ville située à quelque 40 kilomètres de sa confluence avec l'Angara ,.  
À Machakovka, le débit annuel moyen ou module observé sur cette période était de 771 m3/s pour une surface de drainage de 127 000 km2, soit la quasi-totalité du bassin versant de la rivière. La lame d'eau d'écoulement annuel dans le bassin se montait de ce fait à 192 millimètres, ce qui peut être considéré comme modéré.
Le débit moyen mensuel observé en février (minimum d'étiage) est de 119 m3/s, soit moins de 5 % du débit moyen du mois de mai (2 525 m3/s), ce qui souligne la forte amplitude des variations saisonnières. Les écarts de débit mensuel peuvent être encore plus importants d'après les années : sur la durée d'observation de 50 ans, le débit mensuel minimal a été de 57,7 m3/s en mars 1957, tandis que le débit mensuel maximal s'élevait à 4 450 m3/s en mai 1966.
En ce qui concerne la période libre de glace (de mai à octobre inclus), le débit minimal observé a été de 355 m3/s en octobre 1942.  